# Pädagogische Hochschule Niedersachsen
In Niedersachsen wurden seit 1962 neun Hochschulen der Lehrerausbildung für Volksschulen als Pädagogische Hochschulen (PH) geführt. Am 1. April 1969 wurden insgesamt acht PH organisatorisch zur Pädagogischen Hochschule Niedersachsen (PHN) zusammengefasst; die PH Alfeld wurde nach Hildesheim verlagert und Wilhelmshaven (Gewerbe- und Landwirtschaftslehrer) aufgelöst. Das Ziel lag darin: Die zentrale Verwaltung und das Rektorat sollten nach Hannover, die einzelnen Standorte wurden zu Abteilungen unter Leitung eines Dekans umstrukturiert. Durch eine zentrale Vergabe der Studienplätze zwecks gleichmäßigerer Auslastung der Standorte und anschließende möglichst gleichmäßige Verteilung der Absolventen auf die Schulen im Lande Niedersachsen sollte das Problem der großstadtfernen Regionen gelöst werden. Außerdem wurden die Studienordnungen und das Prüfungswesen vereinheitlicht. Gründungsrektor war der Oldenburger Professor Wolfgang Schulenberg bis 1971. Das Rektorat wurde danach dem Schulrat in Hannover Heinz Warmbold als „Studienleiter“ übertragen. Letzter Rektor war von 1975 bis 1978 Siegfried Bachmann. Die Professoren blieben gegenüber der Struktur reserviert, arbeiteten aber pragmatisch mit.
An den drei Standorten Oldenburg und Osnabrück/Vechta entstanden 1974 im Zuge der bundesdeutschen Hochschulexpansion zwei neue Universitäten.

## Übersicht zu den einzelnen Standorten
- PH Alfeld (Leine) – zu Hildesheim 1969
- PH Braunschweig – zur PH Niedersachsen 1969 – zur TU Braunschweig 1978
- Pädagogische Akademie Adolf-Reichwein-Hochschule Celle – aus Raumgründen mit gleichem Namen Verlagerung nach Osnabrück 1953
- PH Göttingen – zur PH Niedersachsen 1969 – zur Universität Göttingen 1978
- PH Hannover – zur PH Niedersachsen 1969 – zur Universität Hannover 1978
- PH Hildesheim (1969) – zur PH Niedersachsen 1969 – zur Hochschule Hildesheim 1978
- PH Lüneburg – zur PH Niedersachsen 1969 – zur Hochschule Lüneburg 1978
- PH Oldenburg – zur PH Niedersachsen 1969 – zur Universität Oldenburg 1974
- PH Osnabrück – zur PH Niedersachsen 1969 – zur Universität Osnabrück 1974
- PH Vechta – zur PH Niedersachsen 1969 – gehörte zur Universität Osnabrück 1974–1995, siehe Universität Vechta
- PH Wilhelmshaven – Einstellung 1969

## Entwicklung
1977 sollte die Pädagogische Hochschule Niedersachsen mit fünf Abteilungen oder Standorten endlich zu einer funktionsfähigen wissenschaftliche Einheit werden. Zum Sommersemester 1977 beschloss die Landesregierung (SPD/FDP) eine „Vorläufige Verfassung der Pädagogischen Hochschule Niedersachsen“. Ein gemeinsamer Senat in Hannover konstituierte sich, dem Senat stand ein Rektor vor, von allen fünf Abteilungen im Lande wurden drittelparitätisch Delegierte in den Senat entsandt, (zwei Professoren, zwei Wissenschaftliche Mitarbeiter, zwei Studenten). Eine zentrale Verwaltung unter einem Kanzler wurde in Hannover sowie ein Akademischer Prüfungsausschuss und ein Promotionsausschuss wurden geschaffen. Die ehemaligen Hochschulen blieben Abteilungen der PHN, sie erhielten einen Dekan und eine Abteilungskonferenz.
Die Vorläufige Verfassung bestimmte: „Die Pädagogische Hochschule Niedersachsen hat das Recht, die akademischen Grade eines Doktors der Philosophie und eines Diplom-Pädagogen zu verleihen. Dem Landesministerium bleibt vorbehalten, der Hochschule das Recht auf Verleihung weiterer akademischer Grade zu übertragen“: Die PHN hatte zu dieser Zeit 10100 Studierende.
Die hauptamtlichen Mitarbeiter wurden der Gruppe der Hochschullehrer zugeschlagen. Es blieb also neben der Gruppe der Hochschullehrer die Gruppe der Assistenten und der Studierenden im Senat und in der jeweiligen Abteilungs-Konferenz. Ihr stand der Dekan der Abteilung vor.
Gegen diese „Verfassung“ erhob die Opposition (CDU) des Landtages Verfassungsbeschwerde: Die Verfassung scheiterte vor Gericht. Inzwischen hatte auch die Regierung zur CDU unter Ernst Albrecht gewechselt. Ein neues Niedersächsisches Landeshochschulgesetz wurde am 1. Juli 1978 verabschiedet. Am 1. Oktober 1978 wurden die Vorläufige Verfassung aufgehoben, die PHN aufgelöst und die einzelnen Abteilungen als selbständige Wissenschaftliche Hochschulen aufgestellt. Mit der Integration bzw. Umwandlung in Wissenschaftliche Hochschulen waren die selbstständigen Pädagogischen Hochschulen Niedersachsen aufgelöst.